# Lácfalva
Lácfalva (szlovákul: Lackovce) község Szlovákiában, az Eperjesi kerület Homonnai járásában.

## Fekvése
Homonnától 4 km-re keletre, a Laborc és a Ciróka-patak között, ezek összefolyásánál fekszik.

## Története
1451-ben említik először.
A 18. század végén Vályi András így ír róla: „LACZFALVA. Tót falu Zemplén Várm. földes Ura G. Csáky Uraság, lakosai katolikusok, és kevés ó hitűek, fekszik Homonnához 1/4, Haszinához 1/2 órányira, határja három nyomásbéli, gabonát, és zabot terem, árpát, búzát középszerűen, réttye kevés, legelője szűk.”
Fényes Elek 1851-ben kiadott geográfiai szótárában így ír a faluról: „Láczfalva, orosz-tót falu, Zemplén vmegyében, Homonna fil. 100 r. 245 g. kath., 6 zsidó lak., 270 hold szántófölddel. F. u. gr. Csáky. Ut. p. N. Mihály.”
Borovszky Samu monográfiasorozatának Zemplén vármegyét tárgyaló része szerint: „Láczfalva, tót kisközség a Cziróka-folyó mentén. 37 házat számlál és 212 lakosa van, kik mindannyian római katholikusok, de a községben templomuk nincsen. Postája Nagykemencze, távírója és vasúti állomása Homonna. Első birtokosai 1451-ben a Drugethek voltak. 1572-ben Ujhelyi Ferenczet is némely részeibe iktatják. Az 1598-iki összeíráskor Homonnai Györgyöt, Gyuricskó Jánost és Fejér Illést találjuk birtokosaiként említve. A homonnai uradalomhoz tartozott és újabbkori urai a Csákyak és Szirmayak lettek. Most nincs nagyobb birtokosa.”
1920 előtt Zemplén vármegye Homonnai járásához tartozott.

## Népessége
| Év:            | 1994. | 2004. | 2014.    | 2024.    |
| -------------- | ----- | ----- | -------- | -------- |
| Emberek száma: | 0     | 578   | 702      | 927      |
| Eltérés:       |       | –     | +21,45 % | +32,05 % |

| Év:            | 2023. | 2024.   |
| -------------- | ----- | ------- |
| Emberek száma: | 901   | 927     |
| Eltérés:       |       | +2,88 % |

1921-ben 265 lakosából 236 csehszlovák, 20 ruszin, 7 zsidó és 2 ismeretlen nemzetiségű.
2001-ben 562-en, többségében szlovákok lakták.